# Johann Friedrich von Bayar
Johann Deodatus Friedrich von Bayar (* 1700 im Bistum Lüttich; † 6. November 1776 in Schlawa) war ein preußischer Generalmajor.

## Leben
Bayar war ein Sohn des Erbherrn auf Mégimont im Bistum Lüttich und der Johanna Franziska von Magis. Er vermählte sich 1750 mit Anna Maria Franziska von Carnier (1729–1752).
Er eröffnete seine Laufbahn in französischen Diensten beim Regiment Gens d’Armes. 1721 trat er als Kadett beim Leibregiment in Bonn in kurkölnische Dienste, avancierte 1722 zum Fähnrich, 1725 zum Leutnant, 1730 zum Kapitän und nahm 1737 am Türkenkrieg vor Semlin teil. 1742 dimittierte er aus kurkölnischen Diensten und trat im Rang eines Kapitäns in das kaiserliche Infanterieregiment Geldy ein.
Am Österreichischen Erbfolgekrieg nahm er bis 1743 auf österreichischer Seite teil und trat am 28. September als Stabsrittmeister im Kürassierregiment Graf Geßler (Nr. 4) in die Preußische Armee ein. Noch im Dezember ebenfalls des Jahres 1743 wechselte er zum Husarenregiment von Dieury (Nr. 7). Von 1744 bis 1745 stand er im Felde gegen die Österreicher, ging dann als Rittmeister und Eskadronchef zum Husarenregiment von Natzmer (Nr. 4).
Bei der Revue in Wohlau 1748 zeigte sich der König mit dem Zustand des Husarenregiments von Dewitz (Nr. 1) unzufrieden und nahm zur Wiederherstellung der Ordnung einige Versetzungen vor. Im Zuge dessen wurde Bayar zum Major befördert und eben dorthin versetzt. Die vom König auch in Bayar gesteckten Erwartungen wurden erfüllt. Er zeichnete sich im Siebenjährigen Krieg bei Torgau aus und erhielt den Orden Pour le Mérite. 1758 wurde er Oberstleutnant in Kürassierregiment von Dalwig (Nr. 12) und ist 1760 dimittiert. 1761 kehrte er als Oberst ins Regiment zurück, wurde 1763 dessen Kommandeur, schied aber 1766 als Generalmajor endgültig aus.